# Le Favril (Eure i Loir)
Le Favril és un municipi francès, situat al departament de l'Eure i Loir i a la regió de Centre – Vall del Loira. L'any 2007 tenia 319 habitants.

## Demografia

### Població
El 2007 la població de fet de Le Favril era de 319 persones. Hi havia 118 famílies, de les quals 24 eren unipersonals (16 homes vivint sols i 8 dones vivint soles), 47 parelles sense fills, 43 parelles amb fills i 4 famílies monoparentals amb fills.
La població ha evolucionat segons el següent gràfic:
Habitants censats

### Habitatges
El 2007 hi havia 198 habitatges, 126 eren l'habitatge principal de la família, 62 eren segones residències i 9 estaven desocupats. 196 eren cases i 1 era un apartament. Dels 126 habitatges principals, 116 estaven ocupats pels seus propietaris, 7 estaven llogats i ocupats pels llogaters i 3 estaven cedits a títol gratuït; 1 tenia una cambra, 6 en tenien dues, 25 en tenien tres, 29 en tenien quatre i 66 en tenien cinc o més. 111 habitatges disposaven pel capbaix d'una plaça de pàrquing. A 49 habitatges hi havia un automòbil i a 68 n'hi havia dos o més.

### Piràmide de població
La piràmide de població per edats i sexe el 2009 era:
| Homes | Edats   | Dones |
| ----- | ------- | ----- |
| 0     | 95 o +  | 0     |
| 0     | 90 a 94 | 4     |
| 4     | 85 a 89 | 0     |
| 0     | 80 a 84 | 4     |
| 0     | 75 a 79 | 0     |
| 20    | 70 a 74 | 4     |
| 8     | 65 a 69 | 12    |
| 8     | 60 a 64 | 4     |
| 12    | 55 a 59 | 12    |
| 24    | 50 a 54 | 12    |
| 12    | 45 a 49 | 8     |
| 12    | 40 a 44 | 8     |
| 8     | 35 a 39 | 8     |
| 8     | 30 a 34 | 4     |
| 4     | 25 a 29 | 8     |
| 4     | 20 a 24 | 8     |
| 4     | 15 a 19 | 0     |
| 4     | 10 a 14 | 8     |
| 0     | 5 a 9   | 4     |
| 8     | 0 a 4   | 12    |

## Economia
El 2007 la població en edat de treballar era de 201 persones, 146 eren actives i 55 eren inactives. De les 146 persones actives 137 estaven ocupades (75 homes i 62 dones) i 9 estaven aturades (3 homes i 6 dones). De les 55 persones inactives 24 estaven jubilades, 11 estaven estudiant i 20 estaven classificades com a «altres inactius».

### Ingressos
El 2009 a Le Favril hi havia 132 unitats fiscals que integraven 339 persones, la mediana anual d'ingressos fiscals per persona era de 19.450 €.

### Activitats econòmiques
Dels 4 establiments que hi havia el 2007, 3 eren d'empreses de construcció i 1 d'una empresa de comerç i reparació d'automòbils.
Dels 3 establiments de servei als particulars que hi havia el 2009, 2 eren paletes i 1 fusteria.
L'any 2000 a Le Favril hi havia 10 explotacions agrícoles que ocupaven un total de 606 hectàrees.

## Poblacions més properes
El següent diagrama mostra les poblacions més properes.